# سان خوان د لا نابا
سان خوان د لا نابا دهستانی در استان آبیلای اسپانیا است.
در این دهستان ۶۵۷ نفر زندگی می‌کنند. مساحت این دهستان ۶۰٫۶۱ کیلومتر مربع است.